# Necropolítica
La necropolítica es un concepto que hace referencia al uso del poder social y político para dictar cómo algunas personas pueden vivir y cómo algunas deben morir. Está relacionado también con la llamada «tanatopolítica», que ha sido utilizado como su sinónimo.

## Visión general
Achille Mbembe, autor de On the Postcolony, fue el primer académico en explorar el término en profundidad en su artículo del mismo nombre. La necropolítica se discute a menudo con biopoder, el término de Foucault para el uso del poder social y político para controlar la vida de las personas.
Mbembe tenía claro que la necropolítica es más que el derecho a matar (droit de glaive de Foucault), sino también el derecho a exponer a otras personas (incluidos los propios ciudadanos de un país) a la muerte. Su visión de la necropolítica también incluye el derecho a imponer la muerte social o civil, el derecho a esclavizar a otros y otras formas de violencia política. La necropolítica es una teoría de los muertos vivientes, es decir, una forma de analizar cómo "las formas contemporáneas de subyugación de la vida al poder de la muerte" obligan a algunos cuerpos a permanecer en diferentes estados de estar situados entre la vida y la muerte". Mbembe utiliza los ejemplos de la esclavitud, el apartheid, la colonización de Palestina y la figura del terrorista suicida para mostrar cómo diferentes formas de necropoder sobre el cuerpo (estatista, racializado, estado de excepción, urgencia, martirio) reducen a las personas a condiciones de vida precarias.
El filósofo mexicano Carlos Nuñez, catedrático de la UAM, desarrolló el texto "Necropoder desde América Latina" en el que realiza una genealogía del presente que articula en torno a una crítica a la Modernidad y a la ontología del presente como opciones pero no definiciones unívocas para los sujetos individuales y colectivos. Lleva el análisis hacia el cuestionamiento de los epistemicidios, feminicidios, ecocidios, etnofagia, suicidio y todos aquellos fenómenos que rodean las culturas que obligan a la supervivencia y la muerte.
El sociólogo mexicano José Manuel Valenzuela usó el concepto para una discusión sobre biopolítica, necropolítica, juvenicidio y narcocultura en América Latina.
El término no está incluido en el Diccionario de la Real Academia Española, si bien es utilizado por los políticos en sus plenos y debates, como sucedió el 27 de noviembre de 2020, en el pleno de control de la Ciudad Autónoma de Melilla, donde el Presidente, Eduardo de Castro, aseguró "no voy a caer en su juego y en la necropolítica".

## Necropolítica Queer
Jasbir Puar acuñó el término necropolítica queer para analizar la indignación queer posterior al 9/11 en relación con los ataques a personas homosexuales y la complicidad queer con la islamofobia. Muchos eruditos utilizan la necropolítica queer de Puar en conjunción con el concepto de Judith Butler de una vida afligida. La necropolítica gay es el tema de una antología de Routledge.

## Variaciones del término
El prefijo necro fue bastante utilizado con el sustantivo liberalismo. Sobre todo tras la Pandemia COVID-19, el cambio climático, la guerra de Ucrania y la asunción de Javier Milei al gobierno de Argentina. A grandes rasgos se trataría del siguiente paso del neoliberalismo, que a su vez fue el siguiente paso del ordoliberalismo, y se configura mediante la primacía autoritaria del mercado sobre la democracia.